# Crystal City (Texas)
Crystal City es una ciudad ubicada en el condado de Zavala en el estado estadounidense de Texas. En el Censo de 2010 tenía una población de 7.138 habitantes y una densidad poblacional de 754,86 personas por km².

## Historia
Dedicada originariamente a la producción a gran escala de espinacas, llegó a erigir una estatua a Popeye por haber fomentado su consumo.
En el marco de la Segunda Guerra Mundial, acogió uno de los campos de concentración en los Estados Unidos, donde fueron deportados tanto ciudadanos japoneses como alemanes. El Gobierno de los Estados Unidos sacó ventajas de esta situación intercambiando a prisioneros alemanes que se encontraban ahí por prisioneros judíos estadounidense que se encontraban en campos de concentración en Europa.

## Geografía
Crystal City se encuentra ubicada en las coordenadas 28°41′28″N 99°49′32″O / 28.69111, -99.82556. Según la Oficina del Censo de los Estados Unidos, Crystal City tiene una superficie total de 9.46 km², de la cual 9.44 km² corresponden a tierra firme y (0.19%) 0.02 km² es agua.

## Demografía
Según el censo de 2010, había 7.138 personas residiendo en Crystal City. La densidad de población era de 754,86 hab./km². De los 7.138 habitantes, Crystal City estaba compuesto por el 88.33% blancos, el 0.84% eran afroamericanos, el 0.35% eran amerindios, el 0.03% eran asiáticos, el 0.1% eran isleños del Pacífico, el 9.12% eran de otras razas y el 1.23% pertenecían a dos o más razas. Del total de la población el 97.09% eran hispanos o latinos de cualquier raza.